# چاد هاگا
چاد هاگا (انگلیسی: Chad Haga؛ زادهٔ ۲۶ اوت ۱۹۸۸) دوچرخه‌سوار اهل ایالات متحده آمریکا است.
از باشگاه‌هایی که در آن بازی کرده‌است می‌توان به تیم سانوب اشاره کرد.